# Idgia oculata
Idgia oculata – gatunek chrząszcza z rodziny Prionoceridae.

## Taksonomia
Gatunek opisany został w 1868 roku przez Ludwiga Redtenbachera.

## Opis
Ciało długości powyżej 15 mm. Głowa stalowobłękitna do fioletowawej. Czułki ceglaste. Przedtułów ceglasty z dwiema czarnymi, fioletowo obwiedzionymi, plamkami po dwóch stronach dysku przedplecza, pokryty rzadkim, długimi złotymi włoskami i krótszymi czarnymi pół-wzniesionymi szczecinkami. Tarczka ciemnoceglasta do niebieskawej. Pokrywy metalicznie błękitne do zielonkawobłękitnych. Zapiersie błękitno-zielone. Odwłok ceglasty. Odnóża fioletowe do czarnych z ceglastymi biodrami i nasadową częścią ud. 

## Biologia i ekologia
Imagines żywią się różnymi kwitnącymi drzewami i krzewami, w tym Mallotus paniculatus. W Hongkongu obserwowane aktywne od 25 maja do 6 czerwca.

## Rozprzestrzenienie
Występuje w Hongkongu i na Hajnanie.